# ريكاردو ديلغادو
ريكاردو ديلغادو (بالفرنسية: Ricardo Delgado)‏ (22 فبراير 1994 في البرتغال - ) هو لاعب كرة قدم برتغالي ولوكسمبورغ في مركز الدفاع. شارك مع منتخب لوكسمبورغ لكرة القدم. أما مع النوادي، فقد لعب مع جينيس إيسش.

## مسيرته الكروية
لعب ريكاردو ديلغادو خلال مسيرته الاحترافية مع ناديين في عشرة مواسم وسجل خلالها 8 أهداف ضمن 167 مباراة. حيث فاز في موسم واحد بالكأس ولم يفز بأي دوري.
خاض ريكاردو ديلغادو مسيرته مع نادي جونيس إيتش في موسم 2010–11 ليلعب معه تسعة مواسم، مشاركًا في 166 مباراة سجل خلالها 8 أهداف. ثم انتقل إلى نادي إف91 دوديلانج في موسم 2019–20 لمدة موسم واحد، حيث شارك في مباراة ولم يسجل أي هدف.

## وصلات خارجية
- ريكاردو ديلغادو على موقع الاتحاد الدولي (مؤرشف)  (الإنجليزية)
- ريكاردو ديلغادو على موقع الاتحاد الأوربي (الإنجليزية)
- ريكاردو ديلغادو على موقع قاعدة بيانات كرة القدم.إي يو (الإنجليزية)
- ريكاردو ديلغادو على موقع ناشيونال فوتبول تيمز (الإنجليزية)
- ريكاردو ديلغادو على موقع Soccerway.com (الإنجليزية)
- ريكاردو ديلغادو على موقع AS.com (الإسبانية)